# تشارلز إلمر ألين
تشارلز إلمر ألين (بالإنجليزية: Charles Elmer Allen)‏ (4 أكتوبر 1872 - 25 يونيو 1954) عالم نبات أمريكي متخصص في علم الخلية الذي يتضمن الوثائق الأولى من الكروموسومات الجنسية في النباتات المكتشفة.